# Henri Alwies Airstrip
Henri Alwies Airstrip is een landingsstrook bij Peperhol in Tijgerkreek in het district Saramacca in Suriname. Het is de thuisbasis voor sproeivliegtuigen.
De ondergrond van de landingsbaan is deels van grind en deels van gras. De baan heeft een lengte van circa 600 meter. Het werd op 5 april 2012 in gebruik genomen.
Er zijn rond de elf maatschappijen die het vliegveld aandoen. Er zijn lijnvluchten naar Zorg en Hoop Airport in Paramaribo. Het is de thuisbasis voor het bedrijf ERK Farms die vanaf hier vluchten uitvoert met sproeivliegtuigen. Daarnaast is het een startplaats voor luchtsport in Suriname met een vestiging van de Zweefvliegclub Akka 95; de club heeft hiernaast nog een basis op het internationale JAP Airport bij Zanderij.
Op 24 maart 2013 werd een open dag gehouden en werden luchtshows gegeven met een Britten-Norman BN2 Islander en een Grumman G-164B Ag-Cat B.